# Call of Duty: Mobile
Call of Duty: Mobile è uno sparatutto in prima persona e battle royale, sviluppato da TiMi Studios (sussidiaria di Tencent Games) e pubblicato da Activision.
Spin-off della serie di videogiochi Call of Duty, è stato reso disponibile il 30 settembre 2019 per le piattaforme mobile, tra cui iOS e Android. A differenza degli altri capitoli della serie, che vengono realizzati con IW Engine, Call of Duty: Mobile è diversamente basato su Unity 
Il 20 aprile 2020 Call of Duty: Mobile viene lanciato in Vietnam dal publisher VNG Corporation, mentre dal 25 dicembre dello stesso anno il gioco viene distribuito anche sul mercato cinese. Da gennaio 2024 viene lanciata la versione PC del gioco esclusivamente in Cina.

## Sviluppo del Gioco

### Acquisizione di King
Il 23 Febbraio del 2016, Activision annuncia di aver acquistato l'azienda King conosciuta per giochi mobile come Candy Crush Saga. Successivamente King venne incaricata a sviluppare un Call of Duty per dispositivi mobili, lo sviluppo del gioco fu confermato, ma nessuna informazione fu rilasciata né da King né da Activision, nel 2017 venne rilasciato un job listing per lo sviluppo del gioco. nel 2021 il gioco è stato presumibilmente cancellato visto che nessuna notizia o screenshot è stato postato da una delle due aziende visto che il gioco venne sviluppato dalla TiMi Studio

### Elite Squad
Nell'Ottobre del 2018, un trailer di un gioco chiamato "Elite Squad" è stato Leakato. nel mentre non ci sono informazioni ufficiali di questa versione, secondo i file disponibili dimostrano a quel punto in cui TiMi Studio non era sicura se avranno i diritti per Call of Duty oppure no. di questo gioco ne sono sviluppate due versioni, Alcuni assets della versione Elite Squad erano chiamati "UNCOD". Alcuni assets di Elite Squad Rimangono tutt'oggi nei file di gioco, questi includono, file di testo, schermate di caricamento, icone delle armi e file delle statistiche armi.

### Fase Alpha
Nel 15 Dicembre del 2018, la Prima alpha del gioco è stata rilasciata in Australia sotto il nome di Call of Duty: Legends of War, nell'alpha il gioco aveva un aspetto grafico molto più luminoso rispetto alle versioni beta e la modalità Zombi era strutturata a missioni e per sbloccare armi e specialità bisognava spendere i crediti.

### Fase Beta
Nel 16 Marzo la Closed Beta del gioco è stata rilasciata in India. Dal 18 Marzo del 2019 Activision annuncia che il nome del gioco sarebbe cambiato in Call of Duty: Mobile nel 19 Marzo la modalità Battle Royale è stata aggiunta, dal 3 Giugno la Closed Beta è stata conclusa, nel 10 Giugno è stata aperta un'altra Closed Beta ma solo per l'Australia, dal 14 Giugno del 2019 la Closed Beta per iOS è stata rilasciata, la Closed Beta concluse nel 3 Luglio. Nel 16 Settembre del 2019 iniziò la Closed Beta esclusiva per il Sudest Asiatico e Taiwan, Quest'ultima finì nel 26 Settembre del 2019. mentre nel 25 Settembre 2019 venne lanciata la Closed Beta in Corea e fu conclusa nel 27 Settembre.

### Soft Launch
Nel 18 Giugno del 2019 il Soft Launch inizió in Canada e Australia, nel 15 Agosto 2019 il gioco entro in Soft Launch nel Perù

### Versioni Beta Post Lancio
Dal rilascio del gioco i beta test vengono lanciati periodicamente per testare nuove funzionalità e contenuti in arrivo per le prossime stagioni. (Armi, Mappe, Modalità, Abilità Operatore ecc.)

## Modalità di Gioco
Il gioco è un FPS, nel quale numerosi personaggi. - alcuni dei quali compaiono nel corso degli altri capitoli della serie si combattono in ambientazioni più o meno vaste.

### Multigiocatore
Nella modalità Multigiocatore si può combattere in diverse mappe dei quali compaiono in diversi capitoli della serie, il giocatore può scegliere di giocare la modalità Classica in cui si può giocare in tutte le mappe presenti del gioco e modalità tra cui Deathmatch a Squadre, Prima Linea, Tutti contro Tutti, Dominio, Postazione, Cerca e Distruggi, Uccisione Confermata, Controllo ed altre modalità a tempo limitato.

### Classificate
Nelle Classificate invece il roster delle mappe e modalità è più limitato ma viene introdotto un sistema punti e di gradi, il giocatore una volta raggiunto i 10.000 punti può scalare le classifiche mondiali.
A partire dal 2023 quando si raggiunge il grado Leggendario in Multigiocatore o Battle Royale oppure entrambi o si raggiunge i 10.000 punti si ottengono delle medaglie in cui una volta accumulate 6 nella fine dell'anno delle classificate si poteva ottenere una skin dell'arma leggendaria in maniera gratuita, dal 2025 in poi il giocatore può ottenere un arma di grado Classico (detto anche Legacy in inglese) invece di una leggendaria.

### Battle Royale
Nella modalità Battle Royale si può giocare tutti contro tutti o in squadre da 2 o 4 persone e l'obiettivo è sopravvivere fino alla fine, impiegando armi da fuoco, da taglio, esplosive, mezzi di trasporto, la propria abilità operatore e le piastre corazzate In questa modalità è disponibilie sia in prima persona che in terza, nella modalità sono presenti 4 mappe tra cui Isolated, Krai poi Alcatraz e Blackout di Call of Duty: Black Ops IIII
Dalla Stagione 4 del 2025 è stata introdotta la stazione di acquisti e il sistema di denaro come in Call of Duty: Warzone

### Zombie
Nella modalità Zombie sarà necessario sopravvivere ad orde di non morti oppure completare le orde predefinite per poi vincere il boss finale inoltre esiste anche la modalità senza fine

C'è un'altra modalità zombie che si chiama Assedio Zombie (Undead Siege) in cui bisogna difendere la base con torrette, abilità operatore e la serie di punti XS1 Goliath acquistabili coi punti accumulati. Nella difficoltà difficile della modalità è anche possibile ottenere una mimetica speciale per le armi facendo tot uccisioni e vincendo la partita 6 volte

### Torneo
Oltre alle modalità Classificate c'è anche un'altra modalità che si chiama Torneo in cui è possibile partecipare soltanto in una Modalità Multigiocatore e Battle Royale, nella modalità Torneo c'è una barra di progressione in cui una volta raggiunte le 100 corone si sbloccano tutte le ricompense disponibili del cammino, è anche possibile scalare la classifica per ottenere altri ticket per un'estrazione in cui ti permette di ottenere i CoD Points in maniera gratuita assieme alle casse mimetica.

### Interazione
Durante le partite, è possibile attivare una chat vocale - oltre che un'altra chat con la quale si può comunicare con messaggi - e comunicare vocalmente, in tempo reale, con i giocatori con i quali si sta svolgendo la partita.
Il giocatore ha, inoltre, la possibilità di unirsi a clan creati da un altro giocatore, potendo, quindi, interagirvi chattandovi, oppure sfidandoli ad un combattimento amichevole. è possibile partecipare alle battaglie tra clan in cui si catturano i snodi il clan con il maggior numero di snodi catturati vince e aumenta di grado.

### Fumetti
Dalla Stagione 6 del 2020 sono stati introdotti i fumetti in cui narrano le vicende del gioco, ad ogni stagione viene rilasciato un fumetto nuovo, le skin dei personaggi di grado mitico hanno i propri fumetti in cui raccontano la loro storia.

### Mini Campagna
Dalla Stagione 8 del 2021 (eccezione la Stagione 10 2022) ad ogni anniversario del gioco viene introdotta una Mini Campagna del gioco in cui ci si può vestire nei panni di un determinato personaggio, la storia della Mini Campagna non è collegata a quella dei fumetti del gioco.

## Aggiornamenti
Il gioco ad ogni aggiornamento vengono introdotti nuovi contenuti, ci sono anche aggiornamenti in cui viene introdotta una nuova funzione o vengono modificate quelle già esistenti.
Per esempio nella Stagione 9 del 2020 viene introdotto il sistema Armaiolo, in cui permette il giocatore di modificare l'arma a suo piacimento come accadeva in Call of Duty: Modern Warfare (2019) un altro esempio nella Stagione 5 2022 viene modificata la specialità Persistito che è stata spostata nella categoria blu (eliminando la combo Integralista e Persistito) e limitando le serie di punti in 3 gradi.

### 2019 - 2020
| Stagione 1  | 1 Ottobre 2019    |
| Stagione 2  | 25 Novembre 2019  |
| Stagione 3  | 16 Gennaio 2020   |
| Stagione 4  | 1 Marzo 2020      |
| Stagione 5  | 1 Aprile 2020     |
| Stagione 6  | 1 Maggio 2020     |
| Stagione 7  | 12 Giugno 2020    |
| Stagione 8  | 10 Luglio 2020    |
| Stagione 9  | 16 Agosto 2020    |
| Stagione 10 | 10 Settembre 2020 |
| Stagione 11 | 15 Ottobre 2020   |
| Stagione 12 | 11 Novembre 2020  |
| Stagione 13 | 22 Dicembre 2020  |

| Stagione 1 | Ottobre 2019 - Novembre 2019 |
| Stagione 2 | Novembre 2019 - Gennaio 2020 |
| Stagione 3 | Gennaio 2020 - Marzo 2020    |
| Stagione 4 | Aprile 2020 - Giugno 2020    |
| Stagione 5 | Giugno 2020 - Agosto 2020    |
| Stagione 6 | Agosto 2020 - Ottobre 2020   |
| Stagione 7 | Ottobre 2020 - Dicembre 2020 |
| Stagione 8 | Dicembre 2020 - Marzo 2021   |

Da Gennaio 2021, il team di Call of Duty: Mobile annuncia che la numerazione del Battle Pass sarà resettata ogni anno per evitare ulteriori esagerazioni nella numerazione delle stagioni.
Dall'11 Marzo del 2021 anche la numerazione delle stagioni Classificate hanno ricevuto un reset per lo stesso motivo del Battle Pass.

### 2021
| Stagione 1  | 27 Gennaio 2021   |
| Stagione 2  | 11 Marzo 2021     |
| Stagione 3  | 17 Aprile 2021    |
| Stagione 4  | 27 Maggio 2021    |
| Stagione 5  | 29 Giugno 2021    |
| Stagione 6  | 30 Luglio 2021    |
| Stagione 7  | 26 Agosto 2021    |
| Stagione 8  | 23 Settembre 2021 |
| Stagione 9  | 21 Ottobre 2021   |
| Stagione 10 | 18 Novembre 2021  |
| Stagione 11 | 17 Dicembre 2021  |

| Stagione 1 | Marzo 2021 - Maggio 2021       |
| Stagione 2 | Maggio 2021 - Luglio 2021      |
| Stagione 3 | Luglio 2021 - Settembre 2021   |
| Stagione 4 | Settembre 2021 - Novembre 2021 |
| Stagione 5 | Novembre 2021 - Gennaio 2022   |

### 2022
| Stagione 1  | 20 Gennaio 2022  |
| Stagione 2  | 24 Febbraio 2022 |
| Stagione 3  | 31 Marzo 2022    |
| Stagione 4  | 28 Aprile 2022   |
| Stagione 5  | 2 Giugno 2022    |
| Stagione 6  | 30 Giugno 2022   |
| Stagione 7  | 4 Agosto 2022    |
| Stagione 8  | 8 Settembre 2022 |
| Stagione 9  | 13 Ottobre 2022  |
| Stagione 10 | 10 Novembre 2022 |
| Stagione 11 | 15 Dicembre 2022 |

| Stagione 1 | Gennaio 2022 - Marzo 2022    |
| Stagione 2 | Marzo 2022 - Giugno 2022     |
| Stagione 3 | Giugno 2022 - Agosto 2022    |
| Stagione 4 | Agosto 2022 - Novembre 2022  |
| Stagione 5 | Novembre 2022 - Gennaio 2023 |

### 2023
| Stagione 1  | 19 Gennaio 2023  |
| Stagione 2  | 23 Febbraio 2023 |
| Stagione 3  | 30 Marzo 2023    |
| Stagione 4  | 27 Aprile 2023   |
| Stagione 5  | 1 Giugno 2023    |
| Stagione 6  | 6 Luglio 2023    |
| Stagione 7  | 3 Agosto 2023    |
| Stagione 8  | 7 Settembre 2023 |
| Stagione 9  | 5 Ottobre 2023   |
| Stagione 10 | 9 Novembre 2023  |
| Stagione 11 | 7 Dicembre 2023  |

| Stagione 1 | Gennaio 2023 - Marzo 2023     |
| Stagione 2 | Marzo 2023 - Maggio 2023      |
| Stagione 3 | Maggio 2023 - Luglio 2023     |
| Stagione 4 | Luglio 2023 - Ottobre 2023    |
| Stagione 5 | Ottobre 2023 - Dicembre 2023  |
| Stagione 6 | Dicembre 2023 - Febbraio 2024 |

### 2024
| Stagione 1  | 11 Gennaio 2024  |
| Stagione 2  | 8 Febbraio 2024  |
| Stagione 3  | 14 Marzo 2024    |
| Stagione 4  | 15 Aprile 2024   |
| Stagione 5  | 23 Maggio 2024   |
| Stagione 6  | 27 Giugno 2024   |
| Stagione 7  | 1 Agosto 2024    |
| Stagione 8  | 29 Agosto 2024   |
| Stagione 9  | 3 Ottobre 2024   |
| Stagione 10 | 7 Novembre 2024  |
| Stagione 11 | 12 Dicembre 2024 |

| Stagione 1 | Febbraio 2024 - Aprile 2024  |
| Stagione 2 | Aprile 2024 - Giugno 2024    |
| Stagione 3 | Giugno 2024 - Agosto 2024    |
| Stagione 4 | Agosto 2024 - Novembre 2024  |
| Stagione 5 | Novembre 2024 - Gennaio 2025 |
| Stagione 6 | Gennaio 2025 - Marzo 2025    |

### 2025
| Stagione 1 | 16 Gennaio 2025  |
| Stagione 2 | 20 Febbraio 2025 |
| Stagione 3 | 27 Marzo 2025    |
| Stagione 4 | 24 Aprile 2025   |
| Stagione 5 | 29 Maggio 2025   |
| Stagione 6 | 3 Luglio 2025    |
| Stagione 7 | 30 Luglio 2025   |

| Stagione 1 | Marzo 2025 - Maggio 2025   |
| Stagione 2 | Maggio 2025 - Luglio 2025  |
| Stagione 3 | Luglio 2025 - Ottobre 2025 |

## Differenze tra le versioni
Call of Duty: Mobile è stato lanciato in diversi client che non si differenziano molto dalla versione globale, l'unica differenza sono alcuni eventi e collaborazioni esclusive.
Per esempio in tutte le versioni al di fuori di quella globale hanno la collaborazione con l'anime Lycoris Recoil il resto delle skin armi della collaborazione del gacha Path to Nowhere e con la VTuber Xingtong.
Nella versione globale la skin di Rin Yoshida della collaborazione di Path to Nowhere (essa basata sul personaggio del gioco Langley) ha vestiti e colore dei capelli alterati, stessa cosa per l'operatore di Kestrel della Collaborazione con Xingtong.
Inoltre, nella versione cinese del gioco l'operatore Snoop Dogg è stato modificato con un personaggio totalmente diverso per le leggi cinesi che non permettono riferimenti alla cannabis o qualunque altra droga.
In alcune occasioni nella versione cinese viene distribuita un'arma nuova della stagione nuova prima di tutte le versioni del gioco, ma queste ultime sono a tempo limitato fino al arrivo della prossima stagione.
Nella Versione cinese le estrazioni non si acquistano con i CoD Points ma con dei Tickets che si possono ottenere nelle offerte o in maniera gratuita grazie ad alcuni eventi

## Monetizzazione
Il gioco essendo gratuito si ha la possibilità di acquistare Pass Battaglia, Bundle, Casse o Estrazioni (dette anche Lucky Draws) dove è possibile ottenere skin Leggendarie o Mitiche anche se spesso nei bundle ci sono solamente skin Epiche che cambiano la geometria delle armi. Se il giocatore completa 4 Estrazioni si potrà ottenere una Skin di Grado Prestigio che è una variante di una skin Leggendaria già esistente, è possibile recuperare le Skin Prestigio precedenti tramite il Negozio Prestigio.

### Pass Battaglia
Nel gioco è anche presente un sistema Pass Battaglia dove ogni mese ne viene rilasciato uno nuovo, è anche possibile acquistare Pass Battaglia più vecchi tramite una sezione chiamata Cassaforte BP, è anche disponibile un abbonamento chiamato Forze di Terra (In Inglese Ground Forces)

### Tipi di Casse
Nel gioco ci sono 3 tipi di Casse, quelle Standard, Casse Fortunate e Casseforti quest'ultime hanno funzionalità diverse, nelle Casseforti una volta aperte 100 sarà possibile ottenere la ricompensa di una Cassaforte a scelta del giocatore, le Casse Fortunate come le estrazioni non si possono ottenere doppioni.

### Valuta di gioco
Il gioco ha due valute principali, Crediti e CoD Points. I Crediti si possono ottenere grazie ad Eventi e Doppioni nelle Casse e Casseforti, in cui è possibile acquistare skin e oggetti vari nel negozio crediti. I CoD Points si possono ottenere acquistandoli con la Valuta Reale, è possibile anche avere i CoD Points in maniera gratuita partecipando anche ai Tornei ma bisognerà scalare la classifica per ottenere i tickets dell'estrazione di quest'ultimo.
Dalla Season 4 del 2021 sono stati introdotti i Coupon Casse che hanno 3 Tipologie Oro, Argento e Bronzo, ciascuna cassa ha il coupon richiesto per essere aperta ma ci sono alcune casse in cui non si possono usare i coupons. nelle Casseforti è possibile utilizzare questi Coupons per fare solo un'estrazione. Per le estrazioni Leggendarie e Casse Fortunate c'è un coupon in cui permette il giocatore di fare il primo giro con solo un CoD Point.

### Differenze dei Prezzi
I prezzi degli articoli nel gioco variano a seconda della regione in cui l'account è stato creato, per esempio, in India la prima estrazione costa 10 CoD Points, mentre in altre regioni sono 20 CoD Points, ma in Europa e Stati Uniti il prezzo va sui 30 CoD Points.

### Contenuti Gratuiti
Le Skin Leggendarie e Mitiche in Call of Duty: Mobile non sono esclusive per gli utenti paganti, infatti è possibile avere queste skin in maniera gratuita tramite una sezione chiamata Tracciatore Casse (o Secret Cache in inglese) dove si accumulano e si aprono tot casse ottenibili Tramite Battle Pass, Eventi e Partite Giornaliere in cui si ottengono dei pezzi di queste skin Gratuite è anche possibile acquistare altri pezzi della skin con i CoD Points.

## Scena Competitiva
In Call of Duty: Mobile è presente una selezione competitiva in cui dei team E-Sports che si chiama World Championship nell'ambito globale i team possono sfidarsi nei tornei Snapdragon Pro Series, al livello mondiale, mentre per quanto riguarda i giocatori della versione Garena c'è una selezione che si chiama Garena Regionals mentre per i giocatori della Cina c'è la CDM Major.

### Regole dei tornei competitivi
Le regole dei tornei competitivi del gioco sono molto più rigide per quanto riguarda la selezione della modalità e delle mappe, inoltre la scelta delle armi e dei accessori da utilizzare nei i tornei competitivi è limitata assieme alle Specialità (detti anche Perk), alle Serie di Punti, Abilità Operatore e qualche skin. Ciascuna squadra è limitata a due tipi di tipologia di armi a scelta. una volta combinati i 10 ruoli il conteggio delle armi non deve superare il limite il limite è 3 Assalto, 3 Mitragliette, 2 Pesanti e 2 Tiratori Scelti

## Accoglienza
| Testata        | Versione     | Giudizio |
| -------------- | ------------ | -------- |
| Everyeye.it    | Android, iOS | 8/10     |
| Multiplayer.it | Android, iOS | 9.6/10   |
| Gamereactor    | Android, iOS | 9/10     |
| SpazioGames    | Android, iOS | 8/10     |
| Eurogamer      | Android, iOS | 8/10     |

Il gioco è stato apprezzato per le sue varie e promettenti modalità.